# Variação linguística
Variação linguística é o movimento comum e natural de uma língua, que varia principalmente por fatores históricos e culturais. Modo pelo qual ela se usa, sistemática e coerentemente, de acordo com  o contexto histórico, geográfico e sociocultural no qual os falantes dessa língua se manifestam verbalmente. É o  conjunto das diferenças de realização linguística falada  pelos locutores de uma mesma língua. Tais diferenças decorrem do fato de um sistema linguístico não ser unitário, mas comportar vários eixos de diferenciação: estilístico, regional, sociocultural, ocupacional e etário. A variação e a mudança podem ocorrer em algum ou em vários dos  subsistemas constitutivos de uma língua (fonético, morfológico, fonológico, sintático, léxico e semântico). O conjunto dessas mudanças constitui a evolução dessa língua.
A variação é também descrita como um fenômeno pelo qual, na prática corrente de um dado grupo social, em uma época e em certo lugar, uma língua nunca é idêntica ao que ela é em outra época e outro lugar, na prática de outro grupo social. O termo variação pode também ser usado como sinônimo de variante. Existem diversos fatores de variação possíveis - associados a aspectos geográficos e sociolinguísticos, à evolução linguística e ao registro linguístico.
Variedade ou variante linguística se define pela forma pela qual determinada comunidade de falantes, vinculados por relações sociais ou geográficas, usa as formas linguísticas de uma língua natural. É um conceito mais forte do que estilo de prosa ou estilo de linguagem. Refere-se a cada uma das modalidades em que uma língua se diversifica, em virtude das possibilidades de variação dos elementos do seu sistema (vocabulário, pronúncia, sintaxe) ligadas a fatores sociais ou culturais (escolaridade, profissão, sexo, idade, grupo social etc.) e geográficos (tais como o português do Brasil, o português de Portugal, os falares regionais, etc). A língua padrão e a linguagem popular também são variedades sociais ou culturais. Um dialeto é uma variedade geográfica. Variações de léxico, como ocorre na gíria e no calão, podem ser consideradas como variedades mas também como registros ou, ainda, como  estilos, a depender da definição adotada em cada caso. Os idiotismos são às vezes considerados como formas de estilo, por se limitarem a variações de léxico.
Utiliza-se o termo variedade como uma forma neutra de se referir a diferenças linguísticas entre os falantes de um mesmo idioma. Evita-se assim ambiguidade de termos como língua (geralmente associado à norma padrão) ou dialeto (associado a variedades não padronizadas, consideradas de menor prestígio ou menos corretas do que a norma padrão). O termo "leto" também é usado quando há dificuldade em decidir se duas variedades devem  ser consideradas como uma mesma língua  ou como línguas ou dialetos diferentes. Alguns sociolinguistas usam o termo leto no sentido de variedade linguística - sem especificar o tipo de variedade. As variedades apresentam não apenas diferenças de vocabulário mas também  diferenças de gramática, fonologia e prosódia.
| “ | Nenhuma língua permanece a mesma em todo o seu domínio e, ainda num só local, apresenta um sem-número de diferenciações.[...] Mas essas variedades de ordem geográfica, de ordem social e até individual, pois cada um procura utilizar o sistema idiomático da forma que melhor lhe exprime o gosto e o pensamento, não prejudicam a unidade superior da língua, nem a consciência que têm os que a falam diversamente de se servirem de um mesmo instrumento de comunicação, de manifestação e de emoção. | ” |

A sociolinguística   procura estabelecer as fronteiras entre os diferentes falares de uma língua. O pesquisador verifica se os falantes apresentam diferenças nos seus modos de falar de acordo com o lugar em que estão (variação diatópica), com a situação de fala  ou registro (variação diafásica)  ou  de acordo com o nível socioeconômico do falante (variação diastrática).e, de acordo com  o contexto histórico, geográfico e sociocultural no qual os falantes dessa língua se manifestam verbalmente. É o  conjunto das diferenças de realização linguística falada  pelos locutores de uma mesma língua.

## Tipos de variedades linguísticas
- Variedades geográficas: dizem respeito à variação diatópica e são variantes devidas à distância geográfica que separa os falantes.[4] Assim, por exemplo, a mistura de cimento, água e  areia, se chama betão em Portugal; no Brasil, se chama concreto.

As mudanças de tipo geográfico se chamam dialetos (ou mais propriamente geoletos), e  o seu estudo é a   dialetologia. Embora o termo 'dialeto' não tenha nenhum sentido negativo, acontece que, erroneamente, tem sido comum chamar dialeto a línguas que supostamente são "simples" ou "primitivas". Dialeto é uma forma particular, adotada por uma comunidade, na fala de uma língua. Nesse sentido, pode-se falar de inglês britânico, inglês australiano, etc. É preciso também ter presente que os dialetos não apresentam limites geográficos precisos - ao contrário, são borrados e graduais - daí  se considerar que os dialetos que constituem uma língua formam um continuum sem limites precisos. Diz-se que uma língua é um conjunto de dialetos cujos falantes podem se entender. Embora isto possa ser aproximadamente válido para o português, não parece valer para o alemão, pois há dialetos desta língua que são ininteligíveis entre si. Por outro lado, fala-se de línguas escandinavas, quando, na realidade, um falante sueco e um dinamarquês podem se entender usando cada um a sua própria língua.
No que diz respeito ao português, além de vários dialetos e subdialetos, falares e subfalares, há dois padrões reconhecidos internacionalmente: o português de Portugal e o português do Brasil.
- Variedades históricas : relacionadas com a mudança linguística, essas variedades aparecem quando se comparam textos em uma  mesma língua escritos em diferentes épocas e se verificam diferenças sistemáticas na gramática, no léxico e às vezes na ortografia (frequentemente como reflexo de mudanças fonéticas). Tais diferenças serão maiores quanto maior for o tempo que separa  os textos. Cada um dos estágios da língua, mais ou menos homogêneos circunscritos a uma certa época é chamado variedade diacrônica. Por exemplo, na língua portuguesa pode-se distinguir claramente o português moderno (que, por sua vez, apresenta diversidades geográficas e sociais) e o português arcaico.
- Variedades sociais : compreendem todas as modificações da linguagem  produzidas pelo ambiente em que se desenvolve o falante. Neste âmbito, interessa sobretudo o estudo dos socioletos, os quais se devem a fatores como classe social, educação, profissão, idade, procedência étnica, etc.. Em certos países onde existe uma hierarquia social muito clara, o socioleto da pessoa define a qual classe social ela pertence. Isso pode significar uma barreira para a inclusão social.
- Variedades situacionais : incluem as modificações na linguagem decorrentes do grau de formalidade da situação ou das circunstâncias em que se  encontra o falante. Esse grau de formalidade afeta o grau de observância das regras, normas e costumes na comunicação linguística.

Os três tipos de variações linguísticas são:
- Variações diafásicas

Representam as variações que se estabelecem em função do contexto comunicativo, ou seja, a ocasião é que determina a maneira como nos dirigimos ao nosso interlocutor, se deve ser formal ou informal. 
- Variações diatópicas

São as variações ocorridas em razão das diferenças regionais, como, por exemplo, a palavra “abóbora”, que pode adquirir acepções semânticas (relacionadas ao significado) em algumas regiões que se divergem umas das outras, como é o caso de “jerimum”, por exemplo. 
- Variações diastráticas

São aquelas variações que ocorrem em virtude da convivência entre os grupos sociais. Como exemplo podemos citar a linguagem dos advogados, dos surfistas, da classe médica, entre outras.

## Definições
- Dialetos: variantes diatópicas, isto é,  faladas por comunidades geograficamente definidas.
  - Idioma é um termo intermediário na distinção dialeto-linguagem e é usado para se referir ao sistema comunicativo estudado (que poderia ser chamado tanto de um dialeto ou uma linguagem) quando sua condição em relação a esta distinção é irrelevante (sendo, portanto, um sinônimo para linguagem num sentido mais geral);
- Socioletos: variedades faladas por comunidades socialmente definidas ou seja, por grupos de indivíduos que, tendo características sociais em comum (profissão, faixa etária etc.), usam termos técnicos,  gírias ou fraseados que os distinguem dos demais falantes na sua comunidade. É também chamado dialeto social ou variante diastrática.[5]
- linguagem padrão ou norma padrão ou norma culta: variedade  linguística  padronizada com base em preceitos estabelecidos de seleção do que deve ou não ser usado, levando em conta fatores linguísticos e não linguísticos, como tradição e valores socioculturais (prestígio, elegância, estética etc.). Corresponde à variedade usualmente adotada pelos falantes instruídos ou empregada na  comunicação pública.
- Idioletos: variedade peculiar a um único indivíduo ou o conjunto de traços próprios ao seu modo de se expressar.
- registros (ou diátipos): o vocabulário especializado e/ou a gramática de certas atividades ou profissões
- Etnoletos : variedade falada pelos membros de uma etnia (termo pouco utilizado, já que  geralmente ocorre em uma área geograficamente definida, coincidindo, portanto, com o conceito de dialeto).
- Ecoletos, um idioleto adotado  por um número muito reduzido de pessoas (membros de uma família ou de um grupo de amigos, por exemplo).

Distinguem-se os dialetos, idioletos e socioletos  não apenas por seu vocabulário, mas também por diferenças na gramática, na fonologia e na versificação. Por exemplo, o sotaque de palavras tonais nas línguas escandinavas tem forma diferente em muitos dialetos. Um outro exemplo é como palavras estrangeiras em diferentes socioletos variam em seu grau de adaptação à fonologia básica da linguagem.
Certos registros profissionais, como o chamado legalês, mostram uma variação na gramática da linguagem padrão. Por exemplo, jornalistas ou advogados ingleses frequentemente usam modos verbais, como o  subjuntivo, que não são mais usados com frequência por outros falantes. Muitos registros são simplesmente um conjunto especializado de termos (veja jargão).